# Steven Monse
Steven Monse (* 26. Januar 1990 in Wolmirstedt, Bezirk Magdeburg, DDR) ist ein ehemaliger deutscher Basketballspieler. Er ist der Sohn des im Jahr 2017 verstorbenen Boxkämpfers René Monse.

## Laufbahn
Nach der Trennung der Eltern zog Steven Monse mit seiner Mutter und Schwester nach Berlin, wo er aufwuchs, sein Abitur abschloss und seine Basketballkarriere begann. Über den Verein TuS Lichterfelde Berlin konnte er schon um 2007, zum Anfang seiner Ausbildung, erste Bundesligaerfahrungen sammeln. Er vertiefte sein Training ab 2008 mit der NBBL-Mannschaft Alba Berlins. 2010 wechselte er in den Erwachsenenbereich und schloss sich Bayer Giants Leverkusen in der 2. Bundesliga Süd an. 2011 wechselte in die Basketball-Bundesliga, spielte bei den Brose Baskets und dann bei Alba Berlin. Durch zu geringe Einsatzzeiten in diesen Kadern entschloss er sich für den Beitritt zum ProA-Ligisten BV Chemnitz 99 in der Saison 2013/14, mit dem er Tabellenelfter wurde.
Mit der Saison 2014/15 kehrte er zu seinen Wurzeln zurück und trat dem BBC Magdeburg in der ProB bei. Zur Saison 2015/16 wechselte er schließlich zu den Crailsheim Merlins in die Bundesliga zurück. Nach einer Basketball-Auszeit im Spieljahr 2016/17 und der Konzentration auf berufliche Dinge kehrte Monse zur Saison 2017/18 in seine Geburtsstadt zurück und schloss sich den Baskets Wolmirstedt in der 2. Regionalliga an. Im Frühjahr 2018 feierte er mit der Mannschaft ungeschlagen den Meistertitel und damit den Aufstieg in die 1. Regionalliga.
Mitte Mai 2018 trat er in Wolmirstedt das Amt des Sportdirektors an. Monse ging der Tätigkeit ehrenamtlich nach, im August 2022 legte er das Amt nieder und übergab es an den neuen hauptamtlichen Wolmirstedter Sportdirektor Konstantin Konga.